# Jean Itard
Jean Marc Gaspard Itard (Oraison, Provenza, 24 de abril de 1774 - París, 5 de julio de 1838) fue un médico y pedagogo francés.

## Biografía
Creció bajo la tutela de su tío, canónigo de la catedral de Riez. Comenzó sus estudios en esta ciudad, prosiguiéndolos en Marsella. Conforme a los deseos de su padre, trabajó inicialmente en la banca, pero tuvo dificultades y retornó a Riez. Durante la guerra trabajó en un hospital militar, donde se apasionó por la Medicina. Estudió la carrera y se doctoró en 1801.
Cuando el niño feral o salvaje de Aveyron llegó a París a finales del siglo XVIII, rodeado de gran publicidad y expectación, Itard se interesó mucho en su caso, en el que vio la posibilidad de contrastar empíricamente las ideas filosóficas y antropológicas de su tiempo respecto a la naturaleza humana y a las relaciones entre naturaleza y cultura en los seres humanos. Propuso un plan para procurar su rehabilitación e incorporación a la sociedad, plan que fue aceptado, a pesar del escepticismo de los otros médicos. Subvencionado así por el gobierno francés, durante los cinco años siguientes se dedicó intensamente a esta tarea. Como consecuencia de ello elaboró dos importantes memorias sobre el particular, publicadas una en 1801 y la otra en 1806, modelo ambas de rigor metodológico y claridad expositiva.
A pesar de su insatisfacción por los resultados obtenidos con Víctor, o quizá precisamente por ello, se dedicó intensamente el resto de su vida a la educación de sordomudos y de ciegos en la Institution impériale des Sourd-Muets, de la que fue médico jefe. Promovió la creación de centros especializados para la atención de los afectados por estas y otras minusvalías, siendo un pionero de la educación especial. Estableció las bases del método de lectura Braille para ciegos. En 1821 fue elegido miembro de la Academia de Medicina y publicó su Traité des maladies de l’oreille et de l’audition.
Jean Marc Gaspard Itard describió por primera vez la condición de una mujer noble francesa de 86 años de edad con el Síndrome de Tourette. 
Itard falleció en 1838.